# Новобогородские Выселки
Новобогородские Выселки — упразднённая деревня в Ельниковском районе Мордовии России. Входила в состав Новоямского сельского поселения. Исключен из учётных данных в 2024 году.

## История
Основана после отмены крепостного права. В «Списке населённых мест Пензенской губернии за 1894» Богородский Выселок деревня из 41 двора Краснослободского уезда. В

## Население
| 2002 | 2010 |
| ---- | ---- |
| 3    | ↘2   |

Национальный состав
Согласно результатам Всероссийской переписи населения 2002 года, в национальной структуре населения русские составляли 100 %.